# レモンの花咲くところ
『レモンの花咲くところ』（レモンのはなさくところ、ドイツ語: Wo die Zitronen blühen）作品364は、ヨハン・シュトラウス2世が作曲したウィンナ・ワルツ。

## 邦題
日本ヨハン・シュトラウス協会は『ヨハン・シュトラウス2世作品目録』（2006年）でこのワルツの邦題を『シトロンの花咲く国』と定めているが、一般的にこの邦題が用いられることはまれであり、『シトロンの花咲くところ』の題名が用いられることが圧倒的に多い。
原題「Wo die Zitronen blühen」のうちの「Zitronen」は、シトロンではなくレモンを意味する単語である（シトロンはドイツ語で「Zitronatzitrone」）。このため、正確に日本語訳するならシトロンではなく『レモンの花咲く国』あるいは『レモンの花咲くところ』とするべきである。

## 楽曲解説
オペレッタ『こうもり』の初演から1か月後の1874年5月、ヨハン・シュトラウス2世はJ.ランゲンバッハ楽団とともにイタリア王国への演奏旅行に出かけた。当時イタリアでは反ハプスブルク感情が高まっていたが、シュトラウス2世はミラノをはじめとする各都市で大歓迎を受けた。旅の途上のトリノのレージョ劇場においてシュトラウス2世は、新作のワルツ『ベラ・イタリア』（美しきイタリアの意）を初演した。
ウィーンへ帰還した後、シュトラウス2世はこの『ベラ・イタリア』を『レモンの花咲くところ』と改題した。この曲名は、ゲーテの教養小説『ヴィルヘルム・マイスターの修業時代』に収められている「君よ知るや南の国、レモンの花咲き……」の詩に由来している。
第1ワルツ